# Церковь Михаила Архангела (Ростов-на-Дону)
Церковь Михаила Архангела (церковь Красного Креста) — православный храм, построенный в Ростове-на-Дону в 1894 году по образу и подобию храма-памятника в Борках. Находился на территории Николаевской городской больницы. В советское время храм был закрыт и к началу 1960-х годов полностью снесён.

## История
Первая деревянная церковь Михаила Архангела в Ростове-на-Дону, предположительно, была построена между 1762 и 1764 годами. Она находилась в западном Долмановском форштадте крепости. В 1778 году казаки упразднённого Доломановского полка были переведены в Роговский Стан. Вместе с ними была перевезена и церковь, которую установили в западной части станицы Александровской.
В 1876 году власти Ростова-на-Дону приняли решение построить городскую больницу. Для строительства корпусов больницы был отведён участок между Большой Садовой улицей, Пушкинской улицей, Нахичеванским переулком и Ростово-Нахичеванской межей. Но из-за начавшейся Русско-турецкой войны планы строительства больницы сдвинулись, а на отведённой территории временно разместился госпиталь Красного Креста.
В конце 1880-х годов к планам строительства больницы вновь вернулись. Архитектор Н. М. Соколов разработал проект больницы, который предусматривал строительство больничной церкви. Торжественная церемония закладки храма состоялась 18 мая 1890 года в присутствии наказного атамана Войска Донского князя Н. И. Святополк-Мирского. Закладной камень освятил епископ Екатеринославский и Таганрогский Серапион.
В процессе строительства больницы было предложено назвать её Николаевской — в память о чудесном спасении цесаревича Николая Александровича, на которого было совершено покушение в японском городе Оцу. Строительство храма велось на средства попечителя больницы, купца Платона Михайловича Троянкина. Строительство церкви было завершено в 1894 году. Храм освятили во имя Архангела Михаила — избавителя от злых духов, которые в христианстве считались источником болезней.
Церковь Михаила Архангела была приписана к расположенному неподалёку Покровскому храму. Старостой церкви Михаила Архангела был Пётр Елпидифорович Парамонов, сын известного ростовского купца Елпидифора Трофимовича Парамонова.
Церковь Михаила Архангела была построена в русском стиле. В оформлении храма присутствовали элементы традиционного русского зодчества. Основной объём храма был увенчан массивным куполом на высоком барабане. По углам четверика были установлены четыре декоративные главки. Над входом в храм возвышалась возвышалась двухъярусная колокольня с шатром.
В 1923 году было принято решение о закрытии храма, однако он ещё несколько лет оставался действующим. В 1930 году в Ростове был образован Медицинский институт, и ему были переданы здания бывшей Николаевской больницы. Постройки института сильно пострадали в годы Великой Отечественной войны. К концу 1940-х годов все корпуса, за исключением церкви, были восстановлены. Бывшая церковь Михаила Архангела некоторое время стояла на территории института, в ней размещался тир для студентов. Но к началу 1960-х годов церковь была снесена. Сейчас на её месте стоит лечебно-диагностический корпус Ростовского государственного медицинского университета.